# Joaquín Delgado Martínez
Joaquín Delgado Martínez (Cardona, Bages, 4 de març de 1934 - Madrid, 17 d'agost de 1963) fou un anarquista i lluitador antifranquista català.
Fill del militant de la CNT Francisco Delgado Tapia, el 1949 va travessar la frontera cap a França amb el seu germà Francisco i la seva mare Aurora, per trobar-se amb el seu pare. Inicialment es van instal·lar a Seta fins que el 1954 s'instal·laren definitivament a Grenoble (Isère). Allí va treballar com a obrer ebenista i fresador. El 1960 fou nomenat secretari de les FIJL a Grenoble i ingressà en la francmaçoneria. Després del Congrés de Llemotges de la CNT 1961 va posar en nom de l'organització una ofrena floral al monument als màrtirs d'Orador de Glana.
Es va integrar a Defensa Interior i cap al 1963 va instal·lar-se clandestinament a Madrid, on havia de participar en un atemptat contra Francisco Franco. Però el 23 de juliol fou arrestat amb Francisco Granados Gata, i ambdós foren acusats de l'atemptat contra la Direcció General de Seguretat que uns dies abans havien comès altres membres de l'organitzacio, i que havia provocat vint ferits. Delgado i Granados foren condemnats a mort en consell de guerra sumaríssim i executats a garrot vil el 17 d'agost de 1963 a la presó de Carabanchel. Una setmana més tard, la premsa informava de la troballa d'una bomba amb temporitzador dins un avió del tipus Sud Aviation Caravelle de la companyia aèria Iberia, trobada durant una revisió rutinària a Madrid. L'avió feia habitualment el trajecte Madrid-Frankfurt i havia estat revisat a la ciutat alemanya uns meses abans per un avís de col·locació de bomba. La nota de premsa va adjudicar a Joaquín Delgado i a Francisco Granados la col·locació de la bomba.
Des de 1999 Octavio Alberola Suriñach i Antonio Martín Bellido, dirigents de Defensa Interior, han engegat una campanya per anul·lar la seva condemna, bé que sense èxit.